# Vattenfallgymnasiet
Vattenfallgymnasiet är en gymnasieskola som är lokaliserad i Forsmarks bruk. Skolan startade höstterminen 2020 men innan dess drevs Forsmarks skola i samma lokaler och med samma lärare. Skillnaden mellan skolorna var dess ägare som övergick från Forsmarks Kraftgrupp AB till att ägas av Teknobildning Sverige AB och drivs i samarbete med Vattenfall.

## Utbildning
På Vattenfallgymnasiet erbjuds teknikprogrammet med inriktningarna teknikvetenskap eller produktionsteknik..
Efter att ha studerat tre år finns möjlighet att välja till ett yrkesinriktat fjärde år och bli titulerad gymnasieingenjör. Det fjärde året ger då djupare kunskap inom elproduktion samt tekniska och naturvetenskapliga metoder och teorier.

## Boende
Från och med början på läsåret 2020/2021 (den officiella starten för Vattenfallgymnasiet ) kommer eleverna ha sitt boende i Forsmarks bruk, med närhet till skolan. Det nya elevboendet med plats för 64 elever stod färdigt våren 2021. 

## Historia

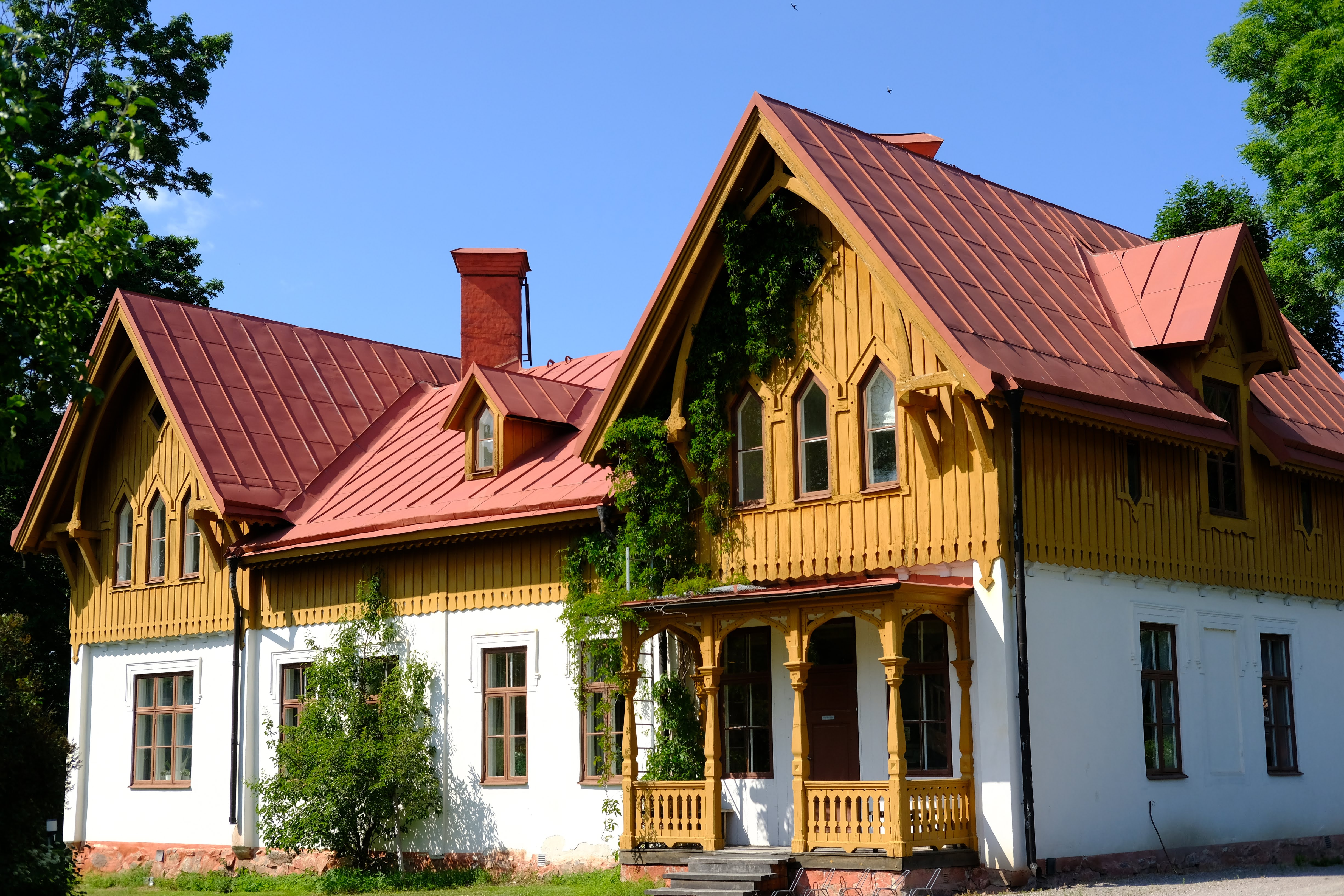
Gamla prästgården i Forsmarks bruk som idag används som personalbyggnad för Vattenfallgymnasiet

Måndagen den 14 november 2016 meddelade Forsmarks Kraftgrupp, ägare av Forsmarks skola, att de inte längre ville bedriva skolverksamheten, och att skolan skulle läggas ned efter vårterminen 2017. . Detta väckte uppmärksamhet och skapade rubriker, lokalt såväl som nationellt, och två elever på skolan startade en namninsamling mot beslutet, “Mot avveckling av Forsmarks skola”. Efter dialog mellan FKA och Östhammars kommun beslutades det i slutet av november 2016 att verksamheten skulle fortsätta till sommarlovet 2020, för att möjliggöra att de studerande eleverna skulle få slutföra den utbildning de hade påbörjat på gymnasieskolan.
Fredrik Jansson, rektor för Forsmarks skola, meddelade i februari 2018 att ABB industrigymnasium var intresserade av att åta sig verksamheten från och med hösten 2020, i samband med att FKA lämnat ifrån sig ansvaret. En dialog mellan Forsmarks skola, FKA och ABB industrigymnasium inleddes..
Vattenfall och ABB industrigymnasium kom i början av 2019 överens om ett samarbetsavtal med ett kontrakt på 15 år för att göra en nysatsning och driva skolverksamheten vidare fast som en friskola under ny ägare och huvudman, Vattenfallgymnasiet, där Vattenfall bidrar med ekonomiskt stöd och ny ägare blir entreprenören Fredrik Svensson (93%), ägare för ABB industrigymnasium som driver teknikinriktade gymnasieskolor i Ludvika och Västerås. Skolan kommer att drivas som ett fristående bolag, Forsmarks Gymnasium AB.
I april 2019 kom beskedet från barn- och utbildningsnämnden i Östhammars kommun att Forsmarks skola fick beviljad elevantagning för hösten 2019. Teknikprogrammet godkändes och eleverna inledde skolgången på Forsmarks skola för att sedan fortsätta utbildningen under Vattenfallgymnasiets styre.
I september 2019 gav skolinspektionen avslag till Vattenfallgymnasiet p.g.a. bristfällig marknadsundersökning och elevprognos. Detta gjorde att marknadsföringen såväl som byggandet av elevboendet sköts upp. 
12 december 2019 gick skolinspektionen ut med att de har godkänt den nya ansökningen om att öppna Vattenfallgymnasiet hösten 2020. De fick godkänt för teknikprogrammet där de kommer kunna erbjuda 48 platser per årsklass. Godkännandet medförde att de elever som redan börjat i årskurs 1, under Forsmarks skolas regi, kommer kunna fortsätta sin utbildning.